# UFC 210
UFC 210: Cormier vs. Johnson 2（ユーエフシー・ツーテン：コーミエ・バーサス・ジョンソン・ツー）は、アメリカ合衆国の総合格闘技団体「UFC」の大会の一つ。2017年4月8日、ニューヨーク州バッファローのキーバンク・センターで開催された。

## 大会概要
本大会ではUFC 187での王座決定戦以来の再戦となる、王者ダニエル・コーミエと挑戦者アンソニー・ジョンソンによるUFC世界ライトヘビー級タイトルマッチが組まれた。
メインカードの間にユライア・フェイバーの殿堂入りが発表され、7月16日のUFCインターナショナル・ファイトウィーク・フェスティバル開催期間中に授賞式が行われる。
キャリア13戦全勝のWSOF世界フライ級王者マゴメド・ ビブラトフがUFCデビュー。

## 試合結果

### アーリープレリム
第1試合 フライ級 5分3R
○  マゴメド・ ビブラトフ vs.  ジェネル・ラウサ  ×
3R終了 判定3-0（29-26、29-26、29-26）
第2試合 女子バンタム級 5分3R
○  ケイトリン・チュケイギアン vs.  アイリーン・アルダナ ×
3R終了 判定2-1（28-29、29-28、29-28）
第3試合 ライト級 5分3R
○  デズモンド・ グリーン vs.  ジョシュ・エメット ×
3R終了 判定2-1（28-29、29-28、30-27）
第4試合 ライト級 5分3R
○  グレゴール・ガレスピー vs.  アンドリュー・ホルブルック ×
1R 0:21 KO（マウントパンチ）

### プレリミナリーカード
第5試合 ライトヘビー級 5分3R
○  パトリック・カミンズ vs.  ヤン・ブラホヴィッチ ×
3R終了 判定2-0（29-28、29-28、28-28）
第6試合 フェザー級 5分3R
○  シェーン・ブルゴス vs.  チャールズ・ローザ ×
3R 1:59 TKO（左フック）
第7試合 ウェルター級 5分3R
○  カマル・ウスマン vs.  ショーン・ストリックランド ×
3R終了 判定3-0（30-27、30-26、30-26）
第8試合 フェザー級 5分3R
○  マイルズ・ジュリー vs.  マイク・ デ・ラ・トーレ ×
1R 3:30 TKO（マウントパンチ）

### メインカード
第9試合 ライト級 5分3R
○  チャールズ・オリベイラ vs.  ウィル・ブルックス ×
1R 2:30 リアネイキッドチョーク
第10試合 ウェルター級 5分3R
○  チアゴ・アウベス vs.  パトリック・コーテ ×
3R終了 判定3-0（30-27、30-27、30-27）
第11試合 女子ストロー級 5分3R
○  シンシア・カルビーロ vs.  パール・ゴンザレス ×
3R 3:45 リアネイキッドチョーク
第12試合 ミドル級 5分3R
○  ゲガール・ムサシ vs.  クリス・ワイドマン ×
2R 3:13 TKO（膝蹴り連打）
第13試合 UFC世界ライトヘビー級タイトルマッチ 5分5R
○  ダニエル・コーミエ vs.  アンソニー・ジョンソン ×
2R 3:37 リアネイキッドチョーク
※コーミエが2度目の防衛に成功。

### 各賞
ファイト・オブ・ザ・ナイト： シェーン・ブルゴス vs. チャールズ・ローザ
パフォーマンス・オブ・ザ・ナイト： チャールズ・オリベイラ、グレゴール・ガレスピー
各選手にはボーナスとして5万ドルが授与された。